# بوب كريستي
بوب كريستي (بالإنجليزية: Bob Christie)‏ هو سياسي أسترالي، ولد في 1 نوفمبر 1925. حزبياً، نشط في حزب العمال الأسترالي. وقد انتخب عضو الجمعية التشريعية نيو ساوث ويلز.